# Герцшпрунг (місячний кратер)

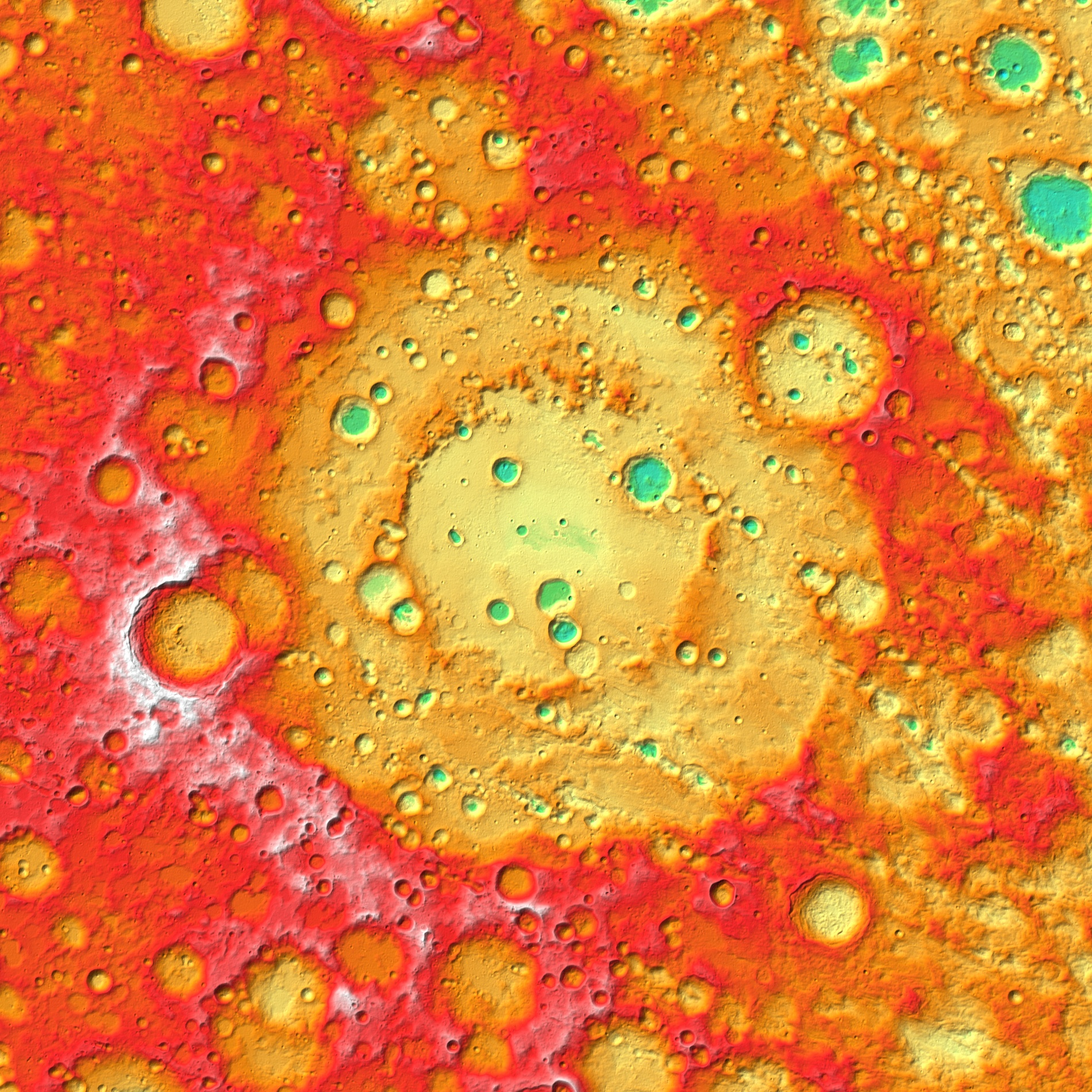
Карта висот (червоне — височини, зелене — низовини)

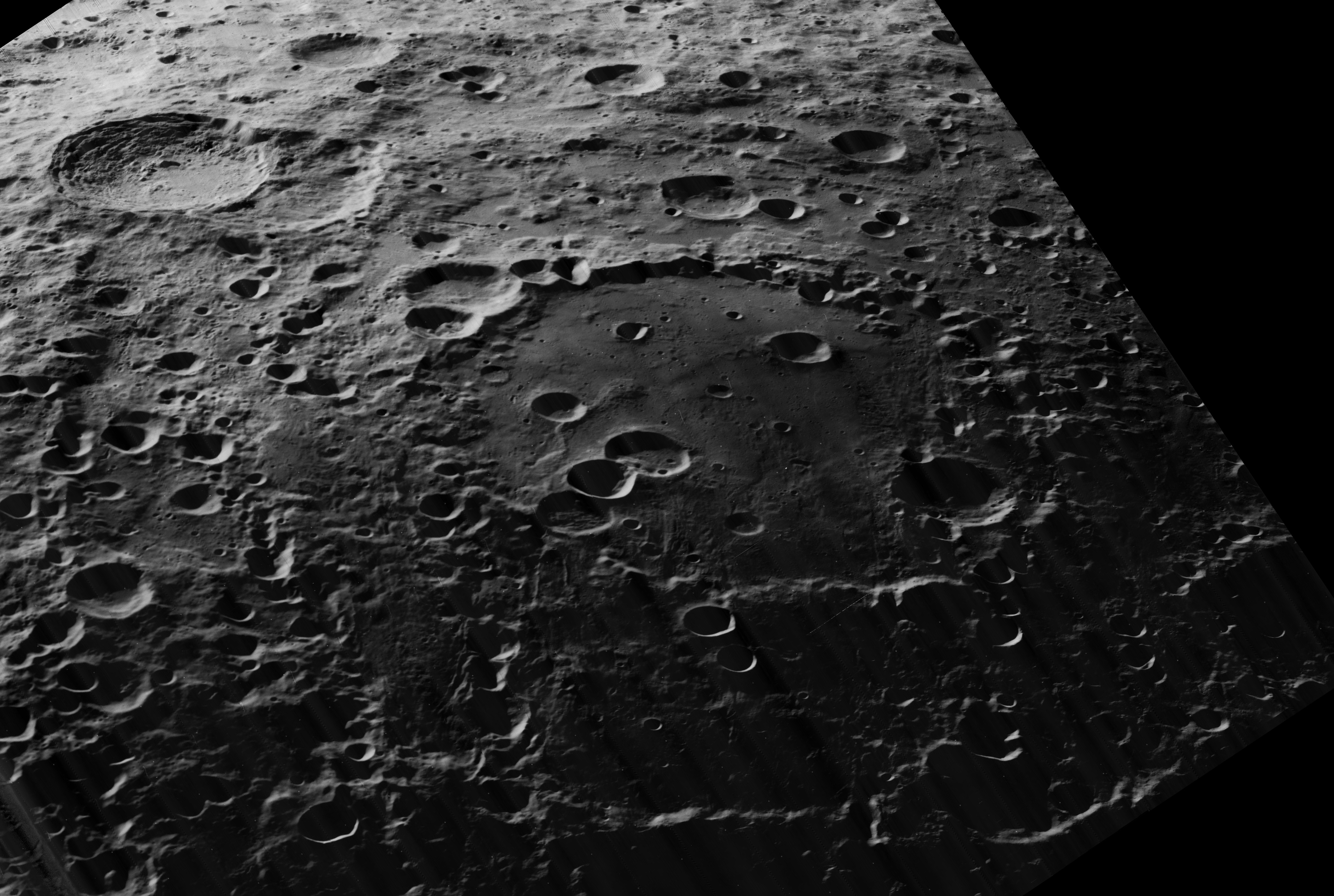
кратер Герцшпрунг

Кратер Герцшпрунг (лат. Hertzsprung) — величезний кратер в екваторіальній області зворотного боку Місяця, один з найбільших місячних кратерів. Діаметр — 570 км , координати центру — 1°22′ пн. ш. 128°40′ зх. д. / 1.37° пн. ш. 128.66° зх. д.. Носить ім'я данського астронома Ейнара Герцшпрунга. Ця назва була затверджена Міжнародним астрономічним союзом в 1970 році.
За розмірами Герцшпрунг перевищує деякі місячні моря видимої сторони. Однак, на відміну від них, лише невелика частина його площі покрита лавою. Це відноситься і до інших ударних структур зворотного боку Місяця: масштаб вулканічних вивержень там був набагато меншим, ніж на видимій стороні. Таким чином, Герцшпрунг є таласоїдом (ударний басейн, не заповнений темною лавою) і називається кратером, а не морем.

## Опис
Цей кратер утворився в нектарскому періоді в результаті падіння великого астероїда. Він являє собою багатокільцеву западину. Чітко виражені два кільця: 570 км в діаметрі (основне) і 270 км (внутрішнє). Крім того, в кратері є сліди і інших кілець (400 км і 140 км в діаметрі). Середня глибина Герцшпрунга — 4,50 км, об'єм — 640 000 км3 висота валу — 1,06 км. У межах внутрішнього кільця поверхня більш гладка і молода, ніж зовні. Це говорить про те, що вона покрита лавою, що вилилась значно пізніше утворення кратера. З кратером пов'язана негативна гравітаційна аномалія: гравітаційне прискорення там знижене на 45 мГал.
Герцшпрунг істотно зруйнований наступними ударами, які залишили на ньому безліч менших кратерів. Його вал на північному сході перекритий 120-кілометровим кратером Майкельсон, а на заході — 100-кілометровим кратером Вавилів. Інші найближчі сусіди Герцшпрунга — кратери Лукрецій на південному сході, Еванс на південному заході, Чосер на заході, Грігг на півночі.
Герцшпрунг покритий викидами від удару, що утворив басейн Моря Східного. На ньому багато вторинних кратерів цього басейну (утворених тілами, викинутими при цьому ударі). Деякі з таких кратерів утворюють ланцюжки. Зокрема, південну частину кратера Герцшпрунг перетинає ланцюжок Лукреція. Променевої системи Герцшпрунг не має.

## Сателітні кратери
Ці кратери, розташовані всередині кратера Герцшпрунг і на його краю, носять його ім'я з додаванням великої латинської літери:
| Герцшпрунг | Координати                                                | Діаметр, км |
| ---------- | --------------------------------------------------------- | ----------- |
| D          | 3°26′ пн. ш. 126°12′ зх. д. / 3.43° пн. ш. 126.20° зх. д. | 48          |
| H          | 1°16′ пд. ш. 125°09′ зх. д. / 1.26° пд. ш. 125.15° зх. д. | 20          |
| K          | 0°40′ пд. ш. 128°29′ зх. д. / 0.67° пд. ш. 128.48° зх. д. | 27          |
| L          | 0°13′ пн. ш. 128°42′ зх. д. / 0.22° пн. ш. 128.70° зх. д. | 35          |
| M          | 7°33′ пд. ш. 129°47′ зх. д. / 7.55° пд. ш. 129.79° зх. д. | 36          |
| P          | 0°08′ пд. ш. 130°14′ зх. д. / 0.14° пд. ш. 130.24° зх. д. | 22          |
| R          | 0°16′ пд. ш. 132°48′ зх. д. / 0.27° пд. ш. 132.80° зх. д. | 30          |
| S          | 0°27′ пн. ш. 133°24′ зх. д. / 0.45° пн. ш. 133.40° зх. д. | 49          |
| V          | 5°04′ пн. ш. 134°10′ зх. д. / 5.07° пн. ш. 134.17° зх. д. | 40          |
| X          | 3°41′ пн. ш. 130°05′ зх. д. / 3.68° пн. ш. 130.08° зх. д. | 24          |
| Y          | 8°46′ пн. ш. 131°59′ зх. д. / 8.77° пн. ш. 131.99° зх. д. | 25          |

- Утворення сателітного кратера Герцшпрунг S відноситься до нектарського періоду[4].
- Утворення сателітного кратера Герцшпрунг V відноситься до пізньоембрійської епохи.